# Fred Freiberger
Pour les articles homonymes, voir Freiberger.
Fred Freiberger (19 février 1915 - 2 mars 2003) est un producteur, scénariste, écrivain et homme d'affaires américain.
Travaillant majoritairement à la télévision, il a notamment été producteur sur les séries Les Mystères de l'Ouest, Star Trek et Cosmos 1999.

## Biographie
Fred Freiberger naît le 19 février 1915 à New York.
Il participe à la Seconde Guerre mondiale au sein de la 8th Air Force et passe deux ans comme prisonnier de guerre en Allemagne.
Il meurt le 2 mars 2003 à Bel Air (Los Angeles), en Californie.

## Filmographie

### Comme producteur
- 1963 : Ben Casey (série télévisée) - 1 épisode
- 1965 : Les Mystères de l'Ouest (série télévisée) - 10 épisodes
- 1965 : A Man Called Shenandoah (série télévisée) - 1 épisode
- 1968-1969 : Star Trek - 24 épisodes
- 1974 : Korg: 70,000 B.C. (série télévisée) - 1 épisode
- 1976-1978 : Cosmos 1999 (série télévisée) - 24 épisodes
- 1977-1978 : L'Homme qui valait trois milliards (série télévisée) - 2 épisodes
- 1978 : Destination Moonbase-Alpha (téléfilm)
- 1979 : Big Shamus, Little Shamus (série télévisée) - 9 épisodes
- 1982 : Cosmic Princess (téléfilm)

### Comme scénariste
- 1953 : Le Monstre des temps perdus
- 1972 : Fantomatiquement vôtre, signé Scoubidou (série d'animation) - 16 épisodes
- 1974 : Korg: 70,000 B.C. (série télévisée) - création + 16 épisodes
- 1982 : Cosmic Princess (téléfilm)